# Tridens ambiguus
Tridens ambiguus är en gräsart som först beskrevs av Stephen Elliott, och fick sitt nu gällande namn av Schult.. Tridens ambiguus ingår i släktet Tridens och familjen gräs. Inga underarter finns listade i Catalogue of Life.